# Dasysyrphus limatus
Dasysyrphus limatus är en tvåvingeart som först beskrevs av James Stewart Hine 1922.  Dasysyrphus limatus ingår i släktet skogsblomflugor, och familjen blomflugor. Inga underarter finns listade i Catalogue of Life.